# Lijst van burgemeesters van Heeswijk
Dit is een lijst van burgemeesters van de voormalige Nederlandse gemeente Heeswijk in de provincie Noord-Brabant. In 1969 werd de gemeente Heeswijk opgeheven en overgeheveld naar de nieuwe gemeente Heeswijk-Dinther. Deze ging in 1994 op in de nieuwe gemeente Bernheze.
| Ambtsperiode | Naam burgemeester                                       | Partij of stroming | Bijzonderheden                                                           |
| ------------ | ------------------------------------------------------- | ------------------ | ------------------------------------------------------------------------ |
| 1810 - 1835  | Cornelis Speelman                                       |                    | maire/schout/burgemeester, vanaf 1815 ook van Dinther                    |
| 1835 - 1849  | Pieter (P.) Gelpke                                      |                    | tevens burgemeester van Dinther (1835-1852)                              |
| 1850 - 1854  | E. van den Boom                                         |                    |                                                                          |
| 1854 - 1858  | G. van der Pas                                          |                    |                                                                          |
| 1858 - 1876  | G. Dobbelsteen                                          |                    |                                                                          |
| 1876 - 1913  | A.L. Festen                                             |                    |                                                                          |
| 1913 - 1934  | G.J.M. (Godefridus Johannes Maria) Wagenaar (1885-1934) |                    | vanaf 1918 tevens burgemeester van Dinther                               |
| 1934 - 1957  | Johan (J.M.) van de Veerdonk                            |                    | tevens burgemeester van Dinther                                          |
| 1957 - 1969  | Herman (H.) Breukel                                     |                    | tevens burgemeester van Dinther; later burgemeester van Heeswijk-Dinther |